# 大橋容一郎
大橋 容一郎（おおはし よういちろう、1952年 - ）は、日本の哲学者。上智大学文学部哲学科名誉教授。専門は、イマヌエル・カントおよび新カント派。

## 略歴
上智大学文学部哲学科卒業。1978年、上智大学大学院哲学研究科修士課程修了。上智大学名誉教授ルートヴィヒ・アルムブルスターに師事した。学生時代は上智大学グリークラブ学生指揮者就任。
上智大学文学部哲学科教授。上智大学文学部学部長（2009年4月 - 2011年3月、2011年4月 - 2013年3月）。

## 著作

### 編著
- 『現代カント研究〈1〉 - 超越論哲学とはなにか』（中島義道, 石川文康共編、理想社） 1989年、のち晃洋書房 1996年
- 『カント - 現代思想としての批判哲学』（牧野英二, 中島義道共編、情況出版） 1994年
- 『カント事典』（有福孝岳, 石川文康, 黒崎政男, 福谷茂, 坂部恵, 中島義道, 牧野英二共編、弘文堂） 1997年、のち縮刷版 2014年
- 『カント・現代の論争に生きる』上・下（坂部恵, 加藤泰史, ゲアハルト・シェーンリッヒ共編、理想社） 1998年
- 『現代カント研究〈7〉 - 超越論的批判の理論』（長倉誠一, 加藤泰史共編、晃洋書房） 1999年

## 翻訳
- 『進化論の基盤を問う - 目的論の歴史と復権』（ローベルト・シュペーマン, ラインハルト・レーヴ、山脇直司, 朝広謙次郎共訳、東海大学出版会） 1987年
- 『カント全集〈1〉 - 前批判期論集（1）』（イマヌエル・カント、松山壽一共訳、岩波書店） 2000年
- 『フィヒテ全集〈1〉 - 初期宗教論・啓示批判』（フィヒテ、阿部典子, 田村一郎, 湯浅正彦ほか共訳、晢書房） 2011年
- 『フィヒテ全集〈10〉 - 哲学評論・哲学的書簡』（フィヒテ、木村恵子, 栗原隆, 阿部ふく子, 岸貴介, 三重野清顕共訳、晢書房） 2015年
- 『道徳形而上学の基礎づけ』（カント、岩波文庫） 2024年